# Claude Rich
Claude Rich (ur. 8 lutego 1929 w Strasburgu, zm. 20 lipca 2017 w Orgeval) – francuski aktor filmowy i teatralny. Laureat nagrody Cezara dla najlepszego aktora (1993) oraz honorowego Cezara za całokształt twórczości (2002).

## Kariera
Jako aktor debiutował jeszcze jako student Narodowego Konserwatorium Sztuki Dramatycznej w sztuce Williama Szekspira pt. Zimowa opowieść na scenie Comédie-Française (rok 1951). W 1955 po raz pierwszy pojawił się w filmie. Była to rola w obrazie René Claira pt. Wielkie manewry. Od tego czau przez 6 dekad pozostawał jednym z czołowych aktorów francuskiego filmu i teatru. Zagrał m.in. postać Panoramiksa w popularnym filmie komediowym Asterix i Obelix: Misja Kleopatra (2002), zrealizowanym na bazie słynnego komiksu. W 1993 za rolę w filmie Édouarda Molinaro Wieczerza (1992) otrzymał nagrodę Cezara dla najlepszego aktora. Był również 4-krotnie nominowany do Cezara za role drugoplanowe w filmach: Córka d’Artagnana (1994; reż. Bertrand Tavernier), Gwiazdkowy deser (1999; reż. Danièle Thompson), Pomóż sobie i niebo ci pomoże (2008; reż. François Dupeyron) oraz Szukając Hortense (2012; reż. Pascal Bonitzer). W 2002 przyznano mu honorowego Cezara za całokształt twórczości.
W 2009 odznaczony Narodowym Orderem Zasługi.

## Życie prywatne
Jego małżeństwo z aktorką Catherine Rich (ur. 1932; z domu Renaudin, zm. 2021) trwało 58 lat. Mieli dwie córki: Delphine (ur. 1961) i Natalie.
Zmarł 20 lipca 2017 w swoim domu w Orgeval w następstwie choroby nowotworowej.

## Filmografia
- Wielkie manewry (1955) jako Claude, narzeczony Alice
- Ani widu, ani słychu (1958) jako Armand Fléchard
- Całe złoto świata (1961) jako Fred, sekretarz Victora
- Kapral w matni (1962) jako Adrien Ballochet
- Siedem grzechów głównych (1962) jako Armand
- Diabelskie sztuczki (1962) – diabeł (głos)
- Mata Hari, agent H-21 (1964) jako Julien, kierowca Maty Hari
- Polowanie na mężczyznę (1964) jako Julien Brenot
- Miliard w stole bilardowym (1965) jako Bernard Noblet
- Czy Paryż płonie? (1966) jako gen. Philippe Marie Leclerc
- Oscar (1967) jako Christian Martin
- Panna młoda w żałobie (1968) jako Bliss
- Kocham cię, kocham cię (1968) jako Claude Ridder
- Stavisky (1974) jako inspektor Bonny
- Powodzenia, stary! (1975) jako sędzia Delmesse
- Krab dobosz (1977) jako Pierre
- Wojna policji (1979) jako komisarz Ballestrat
- Ośmiornica 4 (1989) jako Filippo Rasi
- Akompaniatorka (1992) jako minister
- Wieczerza (1992) jako Talleyrand
- Pułkownik Chabert (1994) jako Chamblin
- Córka d’Artagnana (1994) jako książę de Crassac
- Marsz Radeckiego (1994) jako dr Max Demant
- Kapitan Conan (1996) jako gen. Pitard de Lauzier
- Désiré (1996) jako Montignac
- Czerwone i czarne (1997) jako markiz de la Môle
- Lautrec (1998) jako hrabia Alphonse de Toulouse-Lautrec, ojciec Henriego
- Balzac (1999) jako Maitre Plissoud
- Gwiazdkowy deser (1999) jako Stanislas Roman
- Nieuczciwa konkurencja (2001) jako hrabia Treuberg
- Ojciec Giovanni – Jan XXIII (2002) jako ks. kardynał Alfredo Ottaviani
- Asterix i Obelix: Misja Kleopatra (2002) jako Panoramiks
- Szyja żyrafy (2003) jako Paul
- Królowie przeklęci (2005; miniserial) jako papież Jan XXII
- Prywatne lęki w miejscach publicznych (2006) – Arthur (głos)
- Śledztwo na cztery ręce (2008) jako Roderick Charpentier
- Pomóż sobie i niebo ci pomoże (2008) jako Robert
- Opowieści z Ławeczki (2009) jako gracz w tryktraka
- Zamieszkajmy razem (2011) jako Claude Blanchard
- Szukając Hortense (2012) jako Sébastien Hauer, ojciec Damiena